# Маркграфство Западна Лигурия
Маркграфство Западна Лигурия (Marca Liguria Occidentale) е маркграфство от средата на X век в Западна Лигурия в Северна Италия. Другото му име е Алерамическа марка (Marca Aleramica) на името на първия маркграф Алерам Монфератски, граф на Верчели, прародител на произлизащите от франките Алерамичи. Обхваща графстваta Монферат, Акуи и Савона, която е център на графството.

## История
На 15 декември 950 г. Беренгар II от Ивреа става крал на Италия. В началото на следващата година той реорганизира управлението на земите западно от река По и образува три нови територии (марки), начело на които назначава свои приближени за маркграфове:
- Маркграфство Торино или Ардуинова марка, обхващащо графствата Торино, Ауриате и Албенга, и вероятно Вентимиля, Бредуло и Алба; дадено на Ардуин III Глабер, граф на Ауриате, глава на произлизащите от франките Ардуини.
- Маркграфство Западна Лигурия или Алерамическа марка, обхващащо графствата Монферат, Акуи и Савона; дадено на Алерам Монфератски, прародител на произлизащите от франките Алерамичи.
- Маркграфство Източна Лигурия или Отбертинова марка, обхващащо графствата Генуа, Тортона и Бобио, после и тези на Павия и Милано; дадено на Оберто I (родоначалник на Отбертините).

Територията северно от река По (с изключение на територията около Верчели) става Маркграфство Ивреа, познато и като Анскарийска марка по другото име на тогава управляващата Дом Бургундия-Ивреа. През втората половина на X век Отоните създават Атонската марка на Адалберт Ацо от Каноса, обхващаща графствата Модена и Реджо, Парма, Пиаченца, Кремона, Бергамо и Бреша.

## Маркграфове
- 950 – 991: Алерам
- 991 – ок. 1010: Анселм I
- ок. 1010 – ок. 1027: Анселм II
- ок. 1027 – 1084: Ото/Тето
- 1084 – 1125: Бонифаций